# William Hull
William Hull (24. června 1753, Derby – 29. listopadu 1825, Newton) byl americký politik a voják. Vysokou reputaci získal jako vojenský velitel v americké válce za nezávislost, v letech 1805–1813 byl guvernérem teritoria Michigan. V roce 1807 uzavřel s indiány smlouvu z Detroitu, v níž postoupili Spojeným státům velkou část dnešního jihovýchodního Michiganu a severozápadního Ohia.
Jeho zářnou kariéru zničila britsko-americká válka, konkrétně jeho výkon na kanadské frontě. V létě 1812 vedl neúspěšný vpád do Horní Kanady, po němž se stáhl do Detroitu, kde se posléze po pouze symbolickém odporu vzdal zhruba polovičním britsko-indiánským silám. V roce 1814 jej válečný soud odsoudil pro zbabělost a zradu k trestu smrti zastřelením, prezident Madison však s ohledem na jeho skvělé služby za války nezávislost změnil rozsudek na propuštění z armády beze cti.
Na sklonku života se věnoval publikační činnosti a částečně úspěšné snaze očistit svoji pověst.